# You & Me
A You & Me Joe Bonamassa amerikai gitáros ötödik nagylemeze, amelyet 2006. augusztus 6-án adott ki a J&R Adventures Records.

## Számlista
Az összes számot Joe Bonamassa írta, a kivételek fel vannak tüntetve:
1. High Water Everywhere - 4:06 (Charley Patton)
2. Bridge to Better Days - 5:07 (Bonamassa)
3. Asking Around For You - 4:17 (Bonamassa/Mike Himelstein)
4. So Many Roads - 7:05 (Paul Marshall)
5. I Don't Believe - 3:22 (Manuel Charles/Don Robey)
6. Tamp em up Solid - 2:30 (Ryland Cooder)
7. Django - 4:56 (Robert Bosmans/Etienne Lefebvre)
8. Tea For One - 9:34 (Jimmy Page/Robert Plant)
9. Palm Trees Helicopters and Gasoline - 1:47 (Bonamassa)
10. Your Funeral and My Trial - 2:59 (Williamson, Sonny Boy)
11. Torn Down - 4:28 (Bonamassa/Gregg Sutton)

## Közreműködtek
- Joe Bonamassa - gitár, ének
- Carmine Rojas - basszusgitár
- Rick Melick - zongora, orgona
- Jason Bonham - dob

## Külső hivatkozások
- Hivatalos oldal (angolul)